# Amphithera monstruosa
Amphithera monstruosa är en fjärilsart som beskrevs av Turner 1913. Amphithera monstruosa ingår i släktet Amphithera och familjen bronsmalar. Inga underarter finns listade i Catalogue of Life.